# ТСЦ арена
ТСЦ арена је фудбалски стадион у Бачкој Тополи, Србија. Власник и корисник стадиона је ФК ТСЦ. Стадион се састоји од четири трибине укупног капацитета 4.500 места. По  УЕФА стандардима, стадион спада у 3. категорију.

## Историја
Изградња ТСЦ арене је почела у септембру 2018. године, конструкција је коштала 15.000.000 евра. Стадион је званично отворен 3. септембра 2021. године. Прва лигашка утакмица је одиграна против Војводине и завршена је резултатом 1 : 0 за ТСЦ.

## Отварање
На свечаном отварању ТСЦ арене пријатељски меч су одиграли домаћи тим ТСЦ и гостујући мађарски тим Ференцварош. 
„Ово ће бити спортско-рекреативни центар академија, а не само стадион, имаће и салу и теретану. Захвалио бих се мађарској држави на помоћи, општини Бачка Топола и Фудбалском савезу Србије“.— Јанош Жембери, председник ФК ТСЦ
ТСЦ је прву званичну утакмицу у Суперлиги Србије на свом новом стадиону одиграо 25. септембра 2021. године, против Војводине из Новог Сада.
Пријатељска утакмица између ТСЦ и Ференцвароша названа је „Сто година пријатељства“, у знак сећања на вишегодишње пријатељство ова два клуба и у част више сусрета које су ове две екипе одиграле између осталог и у Бачкој Тополи.
Након обраћања бивши капитени оба клуба Иштван Ковач и Тибор Њилаши су, заједно са председником клуба пресекли врпцу и тиме званично отворили ТСЦ Арену.
Почетни ударац извели су Иштван Ковач, некадашњи капитен ТСЦ и Тибор Њилаши, бивши капитен Ференцвароша.
Утакмица је завршена резултатом 2:1. Први погодак за домаћине постигао је Станојев у 15-ом минуту утакмице. Пред сам крај меча досуђен је пенал за госте, шутирао је Вечеи и резултат је изједначен. Славље и победу домаћинима донео је Ђаковац поготком у продужецима.
Овај велелепни стадион је грађен по узору на неке енглеске стадионе из Премијер лиге и Чемпионшипа.